# Case IH
Pour les articles homonymes, voir Case (homonymie).
Case IH est un constructeur américain de matériel agricole, issu de l'entreprise Case et appartenant au groupe CNH Industrial. Case IH construit des tracteurs, moissonneuses et presses.

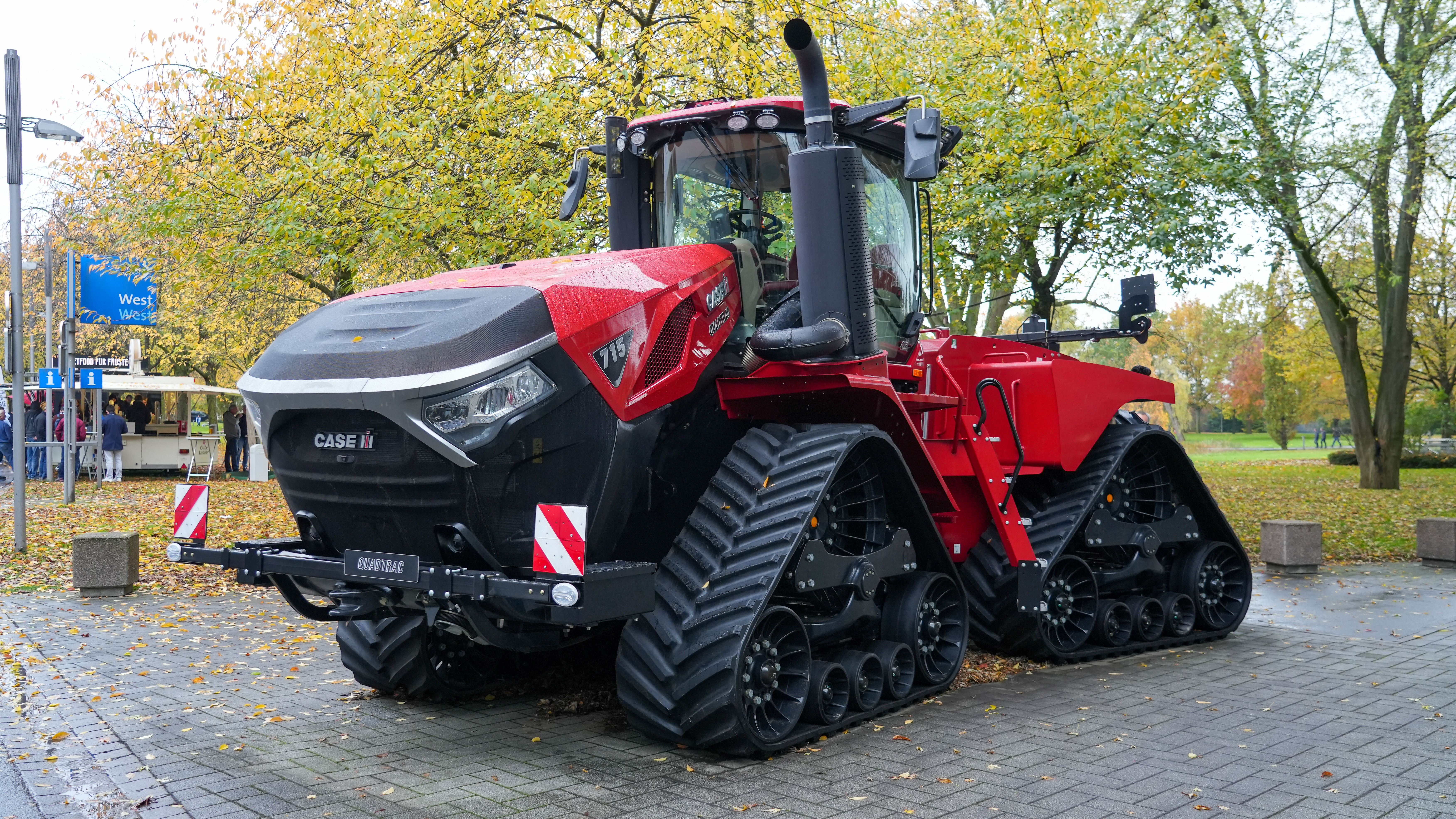
Case IH Quadtrac 715 Agritechnica 2023

La marque Case IH est le résultat de la fusion de trois grandes marques : Case, International Harvester et David Brown. Case fusionne en 1999 avec New Holland et Steyr pour former le groupe spécialisé en machines agricoles et matériel de travaux publics CNH Global, renommé en 2013 CNH Industrial, filiale de la société d'investissement contrôlée par la famille Agnelli Exor.

## Historique

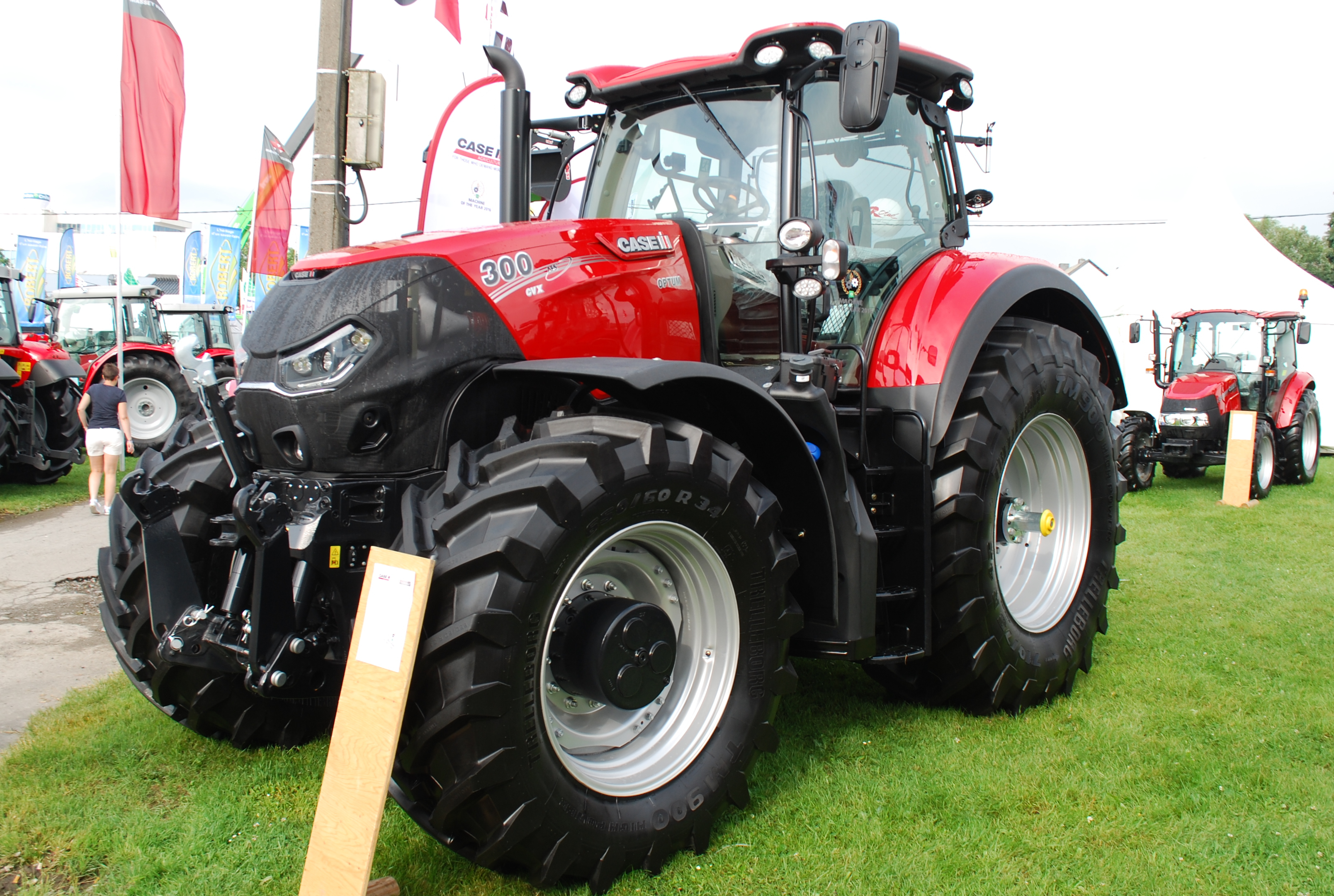
Case IH Optum 300 cvx

En 1979, la marque présente au Salon international du machinisme agricole (SIMA) un nouveau concept de battage non conventionnel : le concept Axial Flow qui a révolutionné le battage. Ce concept permet d'accroître fortement la productivité des machines, car il n'est pas limité par la perte de grain contrairement aux moissonneuses conventionnelles,.
Ce système fut protégé par un brevet pendant 20 ans avant d'être adopté par d'autres marques.
En 2009, Case IH propose une gamme étendue. Elle est réputée pour ses tracteurs, presses et moissonneuses-batteuses. Elle représente une grosse partie du marché des machines agricoles en Europe.[réf. nécessaire]
La plupart des tracteurs sont fabriqués à Saint-Valentin en Autriche, où sont fabriqués les Steyr. Seuls les plus gros engins sont fabriqués aux États-Unis. Le reste de la gamme est fabriqué au Royaume-Uni, dans l'usine New Holland.
Case IH a remporté de nombreux prix AE50 décernés par l'American Society of Agricultural and Biological Engineers (ASABE) pour ses produits.
Case IH propose en France une gamme de tracteurs allant de 60 à 620 ch homologués sur route.
Case IH propose actuellement en France une gamme de moissonneuses-batteuses allant de 294 à 634 ch.

## Le rachat par le groupe Fiat
En 1999, Fiat Group rachète le groupe américain Case IH qui le fusionne avec sa filiale New Holland pour donner naissance à CNH - Case New Holland - en novembre 1999. Le chiffre d'affaires de l'année 2000 était supérieur à 10 milliards US$ ; il est passé à 13 milliards en 2006.
En 2000, CNH Global devient le premier constructeur mondial d'équipement agricole, et le troisième constructeur mondial d'engins de travaux publics. Basée aux États-Unis, CNH Global fabrique dans 16 pays et commercialise ses produits dans 160 pays à travers plus de 10.000 revendeurs et concessionnaires. Les produits du groupe Fiat-CNH sont commercialisés sous diverses marques : Case, Case International Harvester, Fiat, Fiat-OM, Fiat-Allis, Fiat-Hitachi, Fiat-Kobelco, Link-Belt, New Holland, O&K, Steyr et Kobelco.
Le 1er janvier 2011, après la scission du groupe Fiat en Fiat Automobiles et Fiat Industrial, CNH devient une filiale de Fiat Industrial S.p.A. En 2013, CNH Global et Fiat Industrial fusionnent pour créer la holding CNH Industrial.

## Modèles
- Case IH Steiger 350 HD, produit de 2010 à 2013.